# Frare de Nova Irlanda
El frare de Nova Irlanda (Philemon eichhorni) és un ocell de la família dels melifàgids (Meliphagidae).

## Hàbitat i distribució
Habita els boscos de Nova Irlanda, a l'Arxipèlag Bismarck.